# 1993年のワールドシリーズ
1993年の野球において、メジャーリーグベースボール（MLB）優勝決定戦の第90回ワールドシリーズ（英語: 90th World Series）は、10月16日から23日にかけて計6試合が開催された。その結果、トロント・ブルージェイズ（アメリカンリーグ）がフィラデルフィア・フィリーズ（ナショナルリーグ）を4勝2敗で下し、2年連続2回目の優勝を果たした。
両チームの対戦はシリーズ史上初めて。ブルージェイズは優勝に王手をかけて迎えた第6戦、1点を追う9回裏にジョー・カーターが3点本塁打を放ち、逆転サヨナラで優勝を決めた。ワールドシリーズでの優勝決定サヨナラ安打とサヨナラ本塁打はともに2年ぶりで、前者は7度目、後者は10度目。優勝決定サヨナラ本塁打となると、1960年にピッツバーグ・パイレーツのビル・マゼロスキーが放って以来、33年ぶり2度目である。カナダ放送協会は2017年、英領北アメリカ法制定150周年記念に "カナダのスポーツ史における15大名場面" を選出し、そのなかでブルージェイズがシリーズ連覇を決めたこの場面を第3位としている。シリーズMVPには、第3戦と第6戦でいずれも初回に先制の適時三塁打を放つなど全6試合で安打を記録し、打率.500・2本塁打・8打点・OPS 1.571という成績を残したブルージェイズのポール・モリターが選出された。
今シリーズ終了後、カナダを本拠地とするチームの北米4大プロスポーツリーグ優勝は20年以上途絶える。2019年6月、バスケットボールのNBAにおいてトロント・ラプターズがファイナルを制し、ブルージェイズ以来の王座をカナダにもたらした。このとき、ブルージェイズの優勝からは25年8か月が経っていた。

## ワールドシリーズまでの道のり
10月12日にまずアメリカンリーグでブルージェイズ（東地区）が、そして13日にはナショナルリーグでフィリーズ（東地区）が、それぞれリーグ優勝を決めてワールドシリーズへ駒を進めた。
両球団はいずれも、スプリングトレーニングの拠点をアメリカ合衆国フロリダ州ピネラス郡内に置いている。ダニーデンにあるブルージェイズの拠点とクリアウォーターにあるフィリーズの拠点は3マイル（約4.8km）ほどしか離れておらず、フィリーズの捕手ダレン・ドールトンによれば、選手どうしがゴルフ場や酒場などで出くわすことも珍しくない。この年のスプリングトレーニングでは、両球団が対戦するオープン戦が4試合のほか、主力選手が出場しない朝方の練習試合も毎週組まれていた。ブルージェイズの外野手ジョー・カーターはオープン戦で、フィリーズの先発投手テリー・マルホランドに「こう何度も対戦してるといいかげんうんざりするな」と声をかけたところ「うちはワールドシリーズであんたらと対戦するつもりだぜ」と返されたという。両球団の選手や指導者にはオフシーズンの居宅をピネラス郡に構えている者も少なくなく、特にダニーデンに住むブルージェイズ監督シト・ガストンとターポンスプリングスに住むフィリーズ監督ジム・フレゴシはともに、イーストレイクにあるクレセントオークス・ゴルフクラブの会員である。両球団が揃ってワールドシリーズへ進出したことを記念して、クリアウォーター沖のバリアー島にある砂浜には両球団のロゴを象った砂像が作られ、そこで両市商工会議所が共催した綱引き対決には市長や市政委員も参加するなど、今シリーズはピネラス郡でも盛り上がりを見せた。

## 試合結果
1993年のワールドシリーズは10月16日に開幕し、途中に移動日を挟んで8日間で6試合が行われた。日程・結果は以下の通り。
| 日付                                                    | 試合  | ビジター球団（先攻）         | スコア | ホーム球団（後攻）           | 開催球場               | 開催球場                              |
| ------------------------------------------------------- | ----- | ---------------------------- | ------ | ---------------------------- | ---------------------- | ------------------------------------- |
| 10月16日（土）                                          | 第1戦 | フィラデルフィア・フィリーズ | 5－8   | トロント・ブルージェイズ     | スカイドーム           | スカイドームベテランズ・ · スタジアム |
| 10月17日（日）                                          | 第2戦 | フィラデルフィア・フィリーズ | 6－4   | トロント・ブルージェイズ     | スカイドーム           | スカイドームベテランズ・ · スタジアム |
| 10月18日（月）                                          |       | 移動日                       | 移動日 | 移動日                       |                        | スカイドームベテランズ・ · スタジアム |
| 10月19日（火）                                          | 第3戦 | トロント・ブルージェイズ     | 10－3  | フィラデルフィア・フィリーズ | ベテランズ・スタジアム | スカイドームベテランズ・ · スタジアム |
| 10月20日（水）                                          | 第4戦 | トロント・ブルージェイズ     | 15－14 | フィラデルフィア・フィリーズ | ベテランズ・スタジアム | スカイドームベテランズ・ · スタジアム |
| 10月21日（木）                                          | 第5戦 | トロント・ブルージェイズ     | 0－2   | フィラデルフィア・フィリーズ | ベテランズ・スタジアム | スカイドームベテランズ・ · スタジアム |
| 10月22日（金）                                          |       | 移動日                       | 移動日 | 移動日                       |                        | スカイドームベテランズ・ · スタジアム |
| 10月23日（土）                                          | 第6戦 | フィラデルフィア・フィリーズ | 6－8x  | トロント・ブルージェイズ     | スカイドーム           | スカイドームベテランズ・ · スタジアム |
| 優勝：トロント・ブルージェイズ（4勝2敗 / 2年連続2度目） |       |                              |        |                              |                        | スカイドームベテランズ・ · スタジアム |

### 第1戦 10月16日
- スカイドーム（カナダ オンタリオ州トロント）

|                              | 1 | 2 | 3 | 4 | 5 | 6 | 7 | 8 | 9 | R | H  | E |
| ---------------------------- | - | - | - | - | - | - | - | - | - | - | -- | - |
| フィラデルフィア・フィリーズ | 2 | 0 | 1 | 0 | 1 | 0 | 0 | 0 | 1 | 5 | 11 | 1 |
| トロント・ブルージェイズ     | 0 | 2 | 1 | 0 | 1 | 1 | 3 | 0 | X | 8 | 10 | 3 |

1. 勝利：アル・ライター（1勝）
2. セーブ：デュアン・ウォード（1S）
3. 敗戦：カート・シリング（1敗）
4. 本塁打
TOR：デボン・ホワイト1号ソロ、ジョン・オルルド1号ソロ
5. 審判
［球審］デーブ・フィリップス（AL）
［塁審］一塁: ポール・ランギー（NL）、二塁: マーク・ジョンソン（AL）、三塁: チャーリー・ウィリアムズ（NL）
［外審］左翼: ティム・マクレランド（AL）、右翼: デイナ・デムス（NL）
6. 試合開始時刻: 東部夏時間（UTC-4）午後8時30分  試合時間: 3時間27分  観客: 5万2011人
詳細: MLB.com Gameday / Baseball-Reference.com

| フィラデルフィア・フィリーズ | フィラデルフィア・フィリーズ | フィラデルフィア・フィリーズ | フィラデルフィア・フィリーズ | フィラデルフィア・フィリーズ | トロント・ブルージェイズ | トロント・ブルージェイズ | トロント・ブルージェイズ | トロント・ブルージェイズ | トロント・ブルージェイズ |
| ---------------------------- | ---------------------------- | ---------------------------- | ---------------------------- | --- | ------------------------ | ------------------------ | ------------------------ | ------------------------ | --- |
| 打順                         | 守備                         | 選手                         | 打席                         | C・シリングD・ドールトンJ・クルックM・ダンカンD・ホリンズK・ストッカーM・トンプソンL・ダイクストラJ・アイゼン · ライクR・ジョーダン | 打順                     | 守備                     | 選手                     | 打席                     | J・グーズマンP・ボーダーズJ・オルルドR・アロマーE・スプレイグT・フェルナンデスR・ヘンダーソンD・ホワイトJ・カーターP・モリター |
| 1                            | 中                           | L・ダイクストラ              | 左                           | C・シリングD・ドールトンJ・クルックM・ダンカンD・ホリンズK・ストッカーM・トンプソンL・ダイクストラJ・アイゼン · ライクR・ジョーダン | 1                        | 左                       | R・ヘンダーソン          | 右                       | J・グーズマンP・ボーダーズJ・オルルドR・アロマーE・スプレイグT・フェルナンデスR・ヘンダーソンD・ホワイトJ・カーターP・モリター |
| 2                            | 二                           | M・ダンカン                  | 右                           | C・シリングD・ドールトンJ・クルックM・ダンカンD・ホリンズK・ストッカーM・トンプソンL・ダイクストラJ・アイゼン · ライクR・ジョーダン | 2                        | 中                       | D・ホワイト              | 両                       | J・グーズマンP・ボーダーズJ・オルルドR・アロマーE・スプレイグT・フェルナンデスR・ヘンダーソンD・ホワイトJ・カーターP・モリター |
| 3                            | 一                           | J・クルック                  | 左                           | C・シリングD・ドールトンJ・クルックM・ダンカンD・ホリンズK・ストッカーM・トンプソンL・ダイクストラJ・アイゼン · ライクR・ジョーダン | 3                        | 二                       | R・アロマー              | 両                       | J・グーズマンP・ボーダーズJ・オルルドR・アロマーE・スプレイグT・フェルナンデスR・ヘンダーソンD・ホワイトJ・カーターP・モリター |
| 4                            | 三                           | D・ホリンズ                  | 両                           | C・シリングD・ドールトンJ・クルックM・ダンカンD・ホリンズK・ストッカーM・トンプソンL・ダイクストラJ・アイゼン · ライクR・ジョーダン | 4                        | 右                       | J・カーター              | 右                       | J・グーズマンP・ボーダーズJ・オルルドR・アロマーE・スプレイグT・フェルナンデスR・ヘンダーソンD・ホワイトJ・カーターP・モリター |
| 5                            | 捕                           | D・ドールトン                | 左                           | C・シリングD・ドールトンJ・クルックM・ダンカンD・ホリンズK・ストッカーM・トンプソンL・ダイクストラJ・アイゼン · ライクR・ジョーダン | 5                        | 一                       | J・オルルド              | 左                       | J・グーズマンP・ボーダーズJ・オルルドR・アロマーE・スプレイグT・フェルナンデスR・ヘンダーソンD・ホワイトJ・カーターP・モリター |
| 6                            | 右                           | J・アイゼンライク            | 左                           | C・シリングD・ドールトンJ・クルックM・ダンカンD・ホリンズK・ストッカーM・トンプソンL・ダイクストラJ・アイゼン · ライクR・ジョーダン | 6                        | DH                       | P・モリター              | 右                       | J・グーズマンP・ボーダーズJ・オルルドR・アロマーE・スプレイグT・フェルナンデスR・ヘンダーソンD・ホワイトJ・カーターP・モリター |
| 7                            | DH                           | R・ジョーダン                | 右                           | C・シリングD・ドールトンJ・クルックM・ダンカンD・ホリンズK・ストッカーM・トンプソンL・ダイクストラJ・アイゼン · ライクR・ジョーダン | 7                        | 遊                       | T・フェルナンデス        | 両                       | J・グーズマンP・ボーダーズJ・オルルドR・アロマーE・スプレイグT・フェルナンデスR・ヘンダーソンD・ホワイトJ・カーターP・モリター |
| 8                            | 左                           | M・トンプソン                | 左                           | C・シリングD・ドールトンJ・クルックM・ダンカンD・ホリンズK・ストッカーM・トンプソンL・ダイクストラJ・アイゼン · ライクR・ジョーダン | 8                        | 三                       | E・スプレイグ            | 右                       | J・グーズマンP・ボーダーズJ・オルルドR・アロマーE・スプレイグT・フェルナンデスR・ヘンダーソンD・ホワイトJ・カーターP・モリター |
| 9                            | 遊                           | K・ストッカー                | 両                           | C・シリングD・ドールトンJ・クルックM・ダンカンD・ホリンズK・ストッカーM・トンプソンL・ダイクストラJ・アイゼン · ライクR・ジョーダン | 9                        | 捕                       | P・ボーダーズ            | 右                       | J・グーズマンP・ボーダーズJ・オルルドR・アロマーE・スプレイグT・フェルナンデスR・ヘンダーソンD・ホワイトJ・カーターP・モリター |
| 先発投手                     | 先発投手                     | 先発投手                     | 投球                         | C・シリングD・ドールトンJ・クルックM・ダンカンD・ホリンズK・ストッカーM・トンプソンL・ダイクストラJ・アイゼン · ライクR・ジョーダン | 先発投手                 | 先発投手                 | 先発投手                 | 投球                     | J・グーズマンP・ボーダーズJ・オルルドR・アロマーE・スプレイグT・フェルナンデスR・ヘンダーソンD・ホワイトJ・カーターP・モリター |
| C・シリング                  | C・シリング                  | C・シリング                  | 右                           | C・シリングD・ドールトンJ・クルックM・ダンカンD・ホリンズK・ストッカーM・トンプソンL・ダイクストラJ・アイゼン · ライクR・ジョーダン | J・グーズマン            | J・グーズマン            | J・グーズマン            | 右                       | J・グーズマンP・ボーダーズJ・オルルドR・アロマーE・スプレイグT・フェルナンデスR・ヘンダーソンD・ホワイトJ・カーターP・モリター |

ワールドシリーズは1903年の開始以来初めて、アメリカ合衆国以外の国で開幕を迎えた。カナダのオンタリオ州トロントにあるブルージェイズの本拠地球場スカイドームにはこの日、5万2011人の観客が詰めかけた。第1戦の先発投手に、ブルージェイズはドミニカ共和国出身のフアン・グーズマンを、フィリーズはアメリカ合衆国アラスカ州出身のカート・シリングを、それぞれ起用した。ワールドシリーズ第1戦で先発登板するのは、ドミニカ共和国出身者は1990年のホセ・リーホ以来グーズマンが史上2人目であり、アラスカ州出身者はシリングが史上初である。
グーズマンはこの年、MLB最多の26暴投を記録し与四球率4.5もアメリカンリーグ平均（3.6）を下回るなど、制球に苦しんでいた。これに対しフィリーズ打線は四球数がナショナルリーグ最多の665にのぼり、2位セントルイス・カージナルスに77個差をつけていた。フィリーズ監督のジム・フレゴシは、打線がグーズマンへ付け入る隙を制球難に見い出していた。初回表、先頭打者レニー・ダイクストラが四球で出塁した。捕手のパット・ボーダーズは「ダイクストラは試合の初っ端から、ストライクかボールか際どいところへの球を何球も見送ってきた」と話す。そのダイクストラは盗塁で二塁へ進んだあと、一死から3番ジョン・クルックの左前打で先制のホームを踏む。4番デーブ・ホリンズも四球で一死一・二塁とし、5番ダレン・ドールトンが右前打でクルックを還す。グーズマンは後続を2者連続の空振り三振で断ったものの、初回から36球を費やし、2与四球で2点を失った。その裏、シリングも先頭打者リッキー・ヘンダーソンを四球で歩かせるが、2番デボン・ホワイトは遊ゴロ併殺に打ち取る。ホワイトはレギュラーシーズン中は598打数で併殺打が3しかなかったのに、今シリーズ最初の打席でいきなり併殺打に倒れた。ただ、テレビ中継のリプレイ映像ではホワイトの一塁到達が送球より明らかに早く、併殺成立は一塁塁審ポール・ランギーの誤審だった。当時はビデオ判定制度が導入されておらず、判定が覆らないまま試合は続行し、シリングはこのイニングを3人で終わらせた。
ブルージェイズ打線は2回裏に反撃する。先頭の4番ジョー・カーターと5番ジョン・オルルドが連打で出塁し、さらにシリングの暴投で無死二・三塁の好機を作る。ここで6番ポール・モリターが二塁への内野安打を放ち1点を返すと、7番トニー・フェルナンデスの二ゴロ間に三塁走者オルルドも生還し、同点に追いついた。両チームは3回にも1点ずつを取り合う。表のフィリーズは、先頭打者マリアーノ・ダンカンが左前打→盗塁で無死二塁とし、3番クルックが右前打でダンカンを還した。裏のブルージェイズは、先頭打者ホワイトが左中間へ飛球を打ち上げる。これを追う中堅手ダイクストラは左翼手ミルト・トンプソンを左手で制して捕球体勢に入ったが、トンプソンがそれに気づかず捕球直前のダイクストラの目の前に割り込んだため落球、ホワイトは三塁まで進んだ。記録はトンプソンの失策で、トンプソンは「5万人の大歓声のなかでは、野手どうしでやり取りするのも難しい。あれは自分が捕るべき打球だった」とうなだれた。この三塁走者ホワイトが、4番カーターの犠牲フライで同点のホームを踏んだ。4回表、グーズマンはフィリーズ打線を三者凡退に封じる。ただ、8番トンプソンがファウルを6球も打って1打席で11球を費やさせるなど、グーズマンの投球数を嵩ませていった。その裏、シリングは一死から7番フェルナンデスを歩かせたが、そのフェルナンデスが次打者エド・スプレイグの打席で初球投球後にディレイドスチールを試み、捕手ドールトンがこれを阻止したこともあって3－3で同点のまま終わった。
5回表、先頭打者ダイクストラが一塁手オルルドの頭上を越すハーフライナーを打ち上げたが、二塁手ロベルト・アロマーがファウルライン際でダイビングキャッチしてアウトとし、観客からスタンディングオベーションで称えられた。この打球について、ダイクストラには「抜けたと思った」と安打になる確信があり、逆にアロマーには「走り出した瞬間は捕れないと思った」とアウトにする確信がなかった。このあとフィリーズは、次打者ダンカンがフルカウントから3球ファウルで粘った末の10球目に左中間への三塁打を放ち、3番クルックの打席の2球目、グーズマンが暴投した間に生還して1点を勝ち越す。グーズマンは制球を定めることができず、クルックへの与四球をきっかけに二死一・二塁と再び走者を得点圏に背負ったが、6番ジム・アイゼンライクを三ゴロに打ち取りこの回1失点のみにとどめた。グーズマンの投球数はこの回で120球に達し、そのうちボールは47球にのぼった。それだけに、もしアロマーの好プレイがなければこの回、ブルージェイズの失点はさらに増えていたかもしれなかった。フィリーズは三たびリードを奪ったが、その裏ブルージェイズがまたも同点に追いつく。二死無走者から、2番ホワイトがソロ本塁打を右翼席へ運んだ。ホワイトによれば、打った球は内角へのスライダーで「前の2打席は速球中心で攻められてたから、内角に狙いを定めていたらそこにドンピシャで来た」という。
6回表、ブルージェイズはグーズマンに代えて左腕アル・ライターをマウンドへ送った。ライターはもともとフィリーズのファンで、かつてはフィリーズの一員としてワールドシリーズのマウンドに立つことを夢見ていた。この回は先頭打者リッキー・ジョーダンを右前打で出塁させるも、8番トンプソンを遊ゴロ併殺に仕留める。だがそこから9番ケビン・ストッカーに四球を与え、1番ダイクストラの中前打で二死一・二塁の危機を招いた。2番ダンカンは初球をゴロで弾き返し、打球が二遊間を突く。しかしアロマーが横っ飛びで打球を捕って中前へ抜けるのを阻止し、二塁走者ストッカーを生還させずに三塁で足止めした。記録は内野安打でありアウトを取ったわけではないが、アロマーによる再びの好プレイに観客も再びスタンディングオベーションを送った。続いて、ここまで3打席連続出塁中の3番クルックに二死満塁で打順がまわり、試合は最大の山場を迎える。ただクルックは、レギュラーシーズン中は対左投手の打率.292が対右投手のものより37ポイント低く、また満塁の場面では13打数1安打と打てていなかった。ライターはフルカウントからの6球目、速球で空振り三振に仕留めてこの危機を脱した。クルックはヘルメットとバットを自軍ダグアウト方向へ投げ捨てて悔しさを露わにした。フィリーズにとってこの回は、3安打1四球で無得点の拙攻となった。
好機を逃したフィリーズはその裏、シリングを続投させる。ブルージェイズは一死無走者から5番オルルドがソロ本塁打を放ち、この試合で初めてリードを奪った。シリングは「今年一番のいいチェンジアップだったのに打たれた。打った相手を褒めるしかないってときもあるよ」とオルルドに脱帽した。シリングは次の回、一死一・三塁とされたところで降板した。フレゴシはこの日のシリングについて「スプリットを何球か打たれたし速球もいまいちだった」と、本調子でなかったとの見方を示した。代わって登板した左腕デビッド・ウェストから、ブルージェイズは2番ホワイトと3番アロマーの連続二塁打で3点を加え、8－4と一気に4点差へ突き放す。アロマーが2点適時二塁打を放ったあと、彼へ向けたこの日3度目のスタンディングオベーションが発生した。フィリーズはこの連打をもってウェストを諦め、ラリー・アンダーセンへ継投した。これに対しブルージェイズのライターは、8回表二死一・二塁でデュアン・ウォードの救援を仰ぐまで、2.2イニングで失点を許さなかった。両チームとも右の先発投手から左の救援投手へ継投したが、そこで明暗が分かれた。ウォードは8回表を無失点で切り抜けるも、9回表に失策で走者を出し、二死二塁から6番アイゼンライクの適時打で1点を返される。アイゼンライクは精神障害の一種であるトゥレット障害を患った経験を持つが、この一打のとき、集中した状態で今シリーズに臨めていると感じたという。ウォードは7番ジョーダンを右飛に打ち取って最後を締め、これによりブルージェイズが先勝を収めた。
ブルージェイズはこの日、守備で3失策を記録している。
- 初回表一死一・二塁、5番ドールトンの適時打を右翼手カーターが処理する際にグラブへ収め損ね、一塁走者ホリンズがその間に三塁へ進塁
- 8回表二死一塁、1番ダイクストラの二ゴロを二塁手アロマーがグラブからこぼしオールセーフに
- 9回表、先頭打者クルックの三ゴロで三塁手スプレイグが一塁へ悪送球し、打者走者クルックが二塁に出塁

1試合で3失策しながら試合に勝利したのは、ワールドシリーズでは1981年・第5戦のロサンゼルス・ドジャース以来12年ぶりだった。

### 第2戦 10月17日
- スカイドーム（カナダ オンタリオ州トロント）

|                              | 1 | 2 | 3 | 4 | 5 | 6 | 7 | 8 | 9 | R | H  | E |
| ---------------------------- | - | - | - | - | - | - | - | - | - | - | -- | - |
| フィラデルフィア・フィリーズ | 0 | 0 | 5 | 0 | 0 | 0 | 1 | 0 | 0 | 6 | 12 | 0 |
| トロント・ブルージェイズ     | 0 | 0 | 0 | 2 | 0 | 1 | 0 | 1 | 0 | 4 | 8  | 0 |

1. 勝利：テリー・マルホランド（1勝）
2. セーブ：ミッチ・ウィリアムス（1S）
3. 敗戦：デーブ・スチュワート（1敗）
4. 本塁打
PHI：ジム・アイゼンライク1号3ラン、レニー・ダイクストラ1号ソロ
TOR：ジョー・カーター1号2ラン
5. 審判
［球審］ポール・ランギー（NL）
［塁審］一塁: マーク・ジョンソン（AL）、二塁: チャーリー・ウィリアムズ（NL）、三塁: ティム・マクレランド（AL）
［外審］左翼: デイナ・デムス（NL）、右翼: デーブ・フィリップス（AL）
6. 試合開始時刻: 東部夏時間（UTC-4）午後8時32分  試合時間: 3時間35分  観客: 5万2062人
詳細: MLB.com Gameday / Baseball-Reference.com

| フィラデルフィア・フィリーズ | フィラデルフィア・フィリーズ | フィラデルフィア・フィリーズ | フィラデルフィア・フィリーズ | フィラデルフィア・フィリーズ | トロント・ブルージェイズ | トロント・ブルージェイズ | トロント・ブルージェイズ | トロント・ブルージェイズ | トロント・ブルージェイズ |
| ---------------------------- | ---------------------------- | ---------------------------- | ---------------------------- | --- | ------------------------ | ------------------------ | ------------------------ | ------------------------ | --- |
| 打順                         | 守備                         | 選手                         | 打席                         | T・マルホランドD・ドールトンJ・クルックM・ダンカンD・ホリンズK・ストッカーP・インカビリアL・ダイクストラJ・アイゼン · ライクR・ジョーダン | 打順                     | 守備                     | 選手                     | 打席                     | D・スチュワートP・ボーダーズJ・オルルドR・アロマーE・スプレイグT・フェルナンデスR・ヘンダーソンD・ホワイトJ・カーターP・モリター |
| 1                            | 中                           | L・ダイクストラ              | 左                           | T・マルホランドD・ドールトンJ・クルックM・ダンカンD・ホリンズK・ストッカーP・インカビリアL・ダイクストラJ・アイゼン · ライクR・ジョーダン | 1                        | 左                       | R・ヘンダーソン          | 右                       | D・スチュワートP・ボーダーズJ・オルルドR・アロマーE・スプレイグT・フェルナンデスR・ヘンダーソンD・ホワイトJ・カーターP・モリター |
| 2                            | 二                           | M・ダンカン                  | 右                           | T・マルホランドD・ドールトンJ・クルックM・ダンカンD・ホリンズK・ストッカーP・インカビリアL・ダイクストラJ・アイゼン · ライクR・ジョーダン | 2                        | 中                       | D・ホワイト              | 両                       | D・スチュワートP・ボーダーズJ・オルルドR・アロマーE・スプレイグT・フェルナンデスR・ヘンダーソンD・ホワイトJ・カーターP・モリター |
| 3                            | 一                           | J・クルック                  | 左                           | T・マルホランドD・ドールトンJ・クルックM・ダンカンD・ホリンズK・ストッカーP・インカビリアL・ダイクストラJ・アイゼン · ライクR・ジョーダン | 3                        | DH                       | P・モリター              | 右                       | D・スチュワートP・ボーダーズJ・オルルドR・アロマーE・スプレイグT・フェルナンデスR・ヘンダーソンD・ホワイトJ・カーターP・モリター |
| 4                            | 三                           | D・ホリンズ                  | 両                           | T・マルホランドD・ドールトンJ・クルックM・ダンカンD・ホリンズK・ストッカーP・インカビリアL・ダイクストラJ・アイゼン · ライクR・ジョーダン | 4                        | 右                       | J・カーター              | 右                       | D・スチュワートP・ボーダーズJ・オルルドR・アロマーE・スプレイグT・フェルナンデスR・ヘンダーソンD・ホワイトJ・カーターP・モリター |
| 5                            | 捕                           | D・ドールトン                | 左                           | T・マルホランドD・ドールトンJ・クルックM・ダンカンD・ホリンズK・ストッカーP・インカビリアL・ダイクストラJ・アイゼン · ライクR・ジョーダン | 5                        | 一                       | J・オルルド              | 左                       | D・スチュワートP・ボーダーズJ・オルルドR・アロマーE・スプレイグT・フェルナンデスR・ヘンダーソンD・ホワイトJ・カーターP・モリター |
| 6                            | 右                           | J・アイゼンライク            | 左                           | T・マルホランドD・ドールトンJ・クルックM・ダンカンD・ホリンズK・ストッカーP・インカビリアL・ダイクストラJ・アイゼン · ライクR・ジョーダン | 6                        | 二                       | R・アロマー              | 両                       | D・スチュワートP・ボーダーズJ・オルルドR・アロマーE・スプレイグT・フェルナンデスR・ヘンダーソンD・ホワイトJ・カーターP・モリター |
| 7                            | 左                           | P・インカビリア              | 右                           | T・マルホランドD・ドールトンJ・クルックM・ダンカンD・ホリンズK・ストッカーP・インカビリアL・ダイクストラJ・アイゼン · ライクR・ジョーダン | 7                        | 遊                       | T・フェルナンデス        | 両                       | D・スチュワートP・ボーダーズJ・オルルドR・アロマーE・スプレイグT・フェルナンデスR・ヘンダーソンD・ホワイトJ・カーターP・モリター |
| 8                            | DH                           | R・ジョーダン                | 右                           | T・マルホランドD・ドールトンJ・クルックM・ダンカンD・ホリンズK・ストッカーP・インカビリアL・ダイクストラJ・アイゼン · ライクR・ジョーダン | 8                        | 三                       | E・スプレイグ            | 右                       | D・スチュワートP・ボーダーズJ・オルルドR・アロマーE・スプレイグT・フェルナンデスR・ヘンダーソンD・ホワイトJ・カーターP・モリター |
| 9                            | 遊                           | K・ストッカー                | 両                           | T・マルホランドD・ドールトンJ・クルックM・ダンカンD・ホリンズK・ストッカーP・インカビリアL・ダイクストラJ・アイゼン · ライクR・ジョーダン | 9                        | 捕                       | P・ボーダーズ            | 右                       | D・スチュワートP・ボーダーズJ・オルルドR・アロマーE・スプレイグT・フェルナンデスR・ヘンダーソンD・ホワイトJ・カーターP・モリター |
| 先発投手                     | 先発投手                     | 先発投手                     | 投球                         | T・マルホランドD・ドールトンJ・クルックM・ダンカンD・ホリンズK・ストッカーP・インカビリアL・ダイクストラJ・アイゼン · ライクR・ジョーダン | 先発投手                 | 先発投手                 | 先発投手                 | 投球                     | D・スチュワートP・ボーダーズJ・オルルドR・アロマーE・スプレイグT・フェルナンデスR・ヘンダーソンD・ホワイトJ・カーターP・モリター |
| T・マルホランド              | T・マルホランド              | T・マルホランド              | 左                           | T・マルホランドD・ドールトンJ・クルックM・ダンカンD・ホリンズK・ストッカーP・インカビリアL・ダイクストラJ・アイゼン · ライクR・ジョーダン | D・スチュワート          | D・スチュワート          | D・スチュワート          | 右                       | D・スチュワートP・ボーダーズJ・オルルドR・アロマーE・スプレイグT・フェルナンデスR・ヘンダーソンD・ホワイトJ・カーターP・モリター |

ブルージェイズの先発投手デーブ・スチュワートはかつてフィリーズに在籍していたが、1985年から2季通算12試合16.2イニングで0勝0敗・防御率6.48という成績しか残せずに解雇された。この低迷についてスチュワートは「フィリーズにはチャンスをもらえなかった」と認識しており、当時のベースボールカードへサインをすることも拒んでいる。解雇後にオークランド・アスレチックスへ入団してからはポストシーズンでの好投を続け、今季加入したブルージェイズでもアメリカンリーグ優勝決定戦の2試合13.1イニングで2勝・防御率2.03を記録、シリーズMVPを受賞した。フィリーズのジョン・クルックは「ポストシーズン通算90勝0敗なら、そろそろ負ける頃合いじゃないか」と冗談めかして語った。スチュワートがフィリーズと対戦するのは1983年以来で、現在のフィリーズについては詳しくは知らないという。フィリーズの先発投手テリー・マルホランドは1986年のデビュー以来ナショナルリーグの球団でしか投げておらず、アメリカンリーグのブルージェイズとの公式戦に登板するのはこれが初めて。ただこの年7月のオールスターゲームに先発登板した際に、ブルージェイズの主力打者と対戦している。
フィリーズ打線は、前日の相手先発フアン・グーズマンに5イニングで120球以上を費やさせたのと同様に、この日もスチュワートに対して多くの球数を投げさせた。初回表、先頭打者レニー・ダイクストラがフルカウントからの7球目で左飛に打ち取られ、2番マリアーノ・ダンカンは6球目を遊撃への内野安打として出塁する。スチュワートは3番クルックの打席、初球を投じようとしてボールを落とし、ボークをとられてダンカンを二塁へ進めた。スチュワートによれば、ボールをグラブから出す動作のときグラブの紐に指が引っかかり、爪を傷めたという。クルックの投ゴロでダンカンが三塁へ進んだあと、4番デーブ・ホリンズはフルカウントまで持ち込んだが、7球目を空振りして三振に倒れた。その裏、マルホランドがマウンドに立った。マルホランドは9月6日の左股関節負傷後レギュラーシーズンでは5.0イニングしか投げておらず、ナショナルリーグ優勝決定戦での先発登板時は6回途中に崩れて降板していた。しかもスカイドームのマウンドは粘土質だったため、プレートからの足離れが悪くマルホランドにとっては苦手なタイプだった。制球は定まらず、1番リッキー・ヘンダーソンと3番ポール・モリターに四球を与える。だが2番デボン・ホワイトはボール球に2度も手を出して空振り三振し、モリターの打席では2ボール0ストライクからの3球目、速球が予想されるカウントでヘンダーソンが二塁へ盗塁を試みて失敗するなど、ブルージェイズは拙攻でみすみす好機を手放した。
スチュワートは2回表、一死一塁から7番ピート・インカビリアに大きな飛球を打たれるも、打球はフェンスまで届かず左飛、そのあと二死一・三塁の危機を無失点で切り抜けた。3回表は、先頭打者ダイクストラと2番ダンカンにいずれもフルカウントまで粘られた末に四球を与え、無死一・二塁とされる。自身の投球について、調子の良し悪しはボール球の多寡に表れるとしていたことから、この日は本調子ではないことが窺えた。ここで3番クルックが2球目、続く4番ホリンズが初球を打ち上げると、いずれも内野を越えて中前へ落ちる適時打となり、フィリーズが2点を先制した。そこから一死二・三塁となり、6番ジム・アイゼンライクへ打順が回った。アイゼンライクはスチュワートとの通算対戦成績が打率.323・2本塁打と良く、一塁も空いていたが、ブルージェイズは塁を埋めて7番インカビリアと勝負という作戦は採らず、アイゼンライクとの勝負を選んだ。スチュワートはファウルをふたつ打たせたあとの3球目に速球を投げ込む。真ん中高めへの球をアイゼンライクが弾き返すと、打球は右中間フェンスを越える3点本塁打となり、フィリーズはリードを5点に広げた。アイゼンライクは、自身の状態について前日に手応えを得ていたことから、この日は同僚のカート・シリングに「今夜はホームランを打てそうな気がする」と話していたという。スチュワートは、3球目に決め球のフォークを使わなかったことについて「裏をかいたほうがいいという直感が裏目に出た」と振り返った。
マルホランドは2回裏を三者凡退に封じ、援護をもらった直後の3回裏も走者をひとり出しながら無失点に抑えた。しかし4回裏、先頭打者モリターを中前打で出塁させ、続く4番ジョー・カーターの本塁打で2点を失った。スチュワートはアイゼンライクに本塁打を打たれたあとは立ち直り、7番インカビリア以降の対戦した12打者中10人をアウトにした。4回表は先頭打者ケビン・ストッカーに初球を左前打とされたが一死後に盗塁を阻止し、5回表は4番ホリンズに9球を費やした末に四球を与えたが後続を断って、6回表の終了まで二塁も踏ませなかった。ただ、前日のグーズマンよりは1イニング長く投げたものの、相手打者には何度もフルカウントまで持ち込まれ、投球数はグーズマンと同様に120球を超えた。6回裏、マルホランドは二死から6番ロベルト・アロマーの左前打で走者を出し、7番トニー・フェルナンデスの適時二塁打で2点差に詰め寄られる。フィリーズはここでマルホランドからロジャー・メイソンへ継投した。前日のブルージェイズ打線では1番ヘンダーソンと2番ホワイトが計5出塁・4得点を記録していたが、マルホランドは彼らを2出塁・0得点に封じ、3番モリターから6番アロマーまでの中軸が走者を置いて打席に立つ場面をあまり作らせなかった。メイソンは8番エド・スプレイグを1球で中飛に仕留めて6回裏を終わらせた。7回表、ブルージェイズはスチュワートに代えてトニー・カスティーヨをマウンドへ送ったが、フィリーズは先頭打者ダイクストラの本塁打で点差を3点に戻した。
メイソンは7回裏、1番ヘンダーソンと2番ホワイトを含む打順を三者凡退とする。だが2度目のイニングまたぎを経ての8回裏は、先頭打者モリターを二塁打で出塁させた。メイソンが4番カーターを見逃し三振に仕留め、左打者の5番ジョン・オルルドを打席に迎えたところで、フィリーズは左投手ミッチ・ウィリアムスをマウンドへ送った。ウィリアムスが塁上の走者を気にする素振りを見せなかったため、モリターは相手捕手ダレン・ドールトンが送球もできないほどあっさりと三塁への盗塁を成功させ、オルルドの犠牲フライで生還した。さらに6番アロマーも四球で出塁し、7番フェルナンデスの打席の6球目に盗塁で二塁へ進む。だが次の7球目、アロマーは三塁を狙って飛び出したところでウィリアムスに気づかれ、三塁タッチアウトとなった。アロマーには首脳陣の指示を待たずに自らの判断で盗塁を仕掛ける許可、いわゆる "グリーンライト" が与えられていたが、この盗塁失敗は「イニングの最初か最後のアウトは三塁を狙ったプレイで取られてはいけない」という球界の鉄則に反したボーンヘッドだった。ウィリアムスは9回裏も先頭打者フェルナンデスをストレートの四球で塁に出す。ダグアウトはシリングが、ウィリアムスの不安定な投球を見守りながら「正気を保つため、嘔吐しないため」頭にタオルを被っていた。それでもウィリアムスは8番スプレイグを三ゴロ、9番パット・ボーダーズを遊ゴロ併殺に打ち取って試合を終わらせた。これによりスカイドームでの2試合は1勝1敗のタイとなった。
この2試合でブルージェイズは8得点＋4得点＝12得点、フィリーズは5得点＋6得点＝11得点を挙げた。最初の2試合で両チーム合計23得点は、1964年シリーズでセントルイス・カージナルスとニューヨーク・ヤンキースが計25得点を記録して以来29年ぶりの多さだった。

### 第3戦 10月19日
- ベテランズ・スタジアム（アメリカ合衆国ペンシルベニア州フィラデルフィア）

|                              | 1 | 2 | 3 | 4 | 5 | 6 | 7 | 8 | 9 | R  | H  | E |
| ---------------------------- | - | - | - | - | - | - | - | - | - | -- | -- | - |
| トロント・ブルージェイズ     | 3 | 0 | 1 | 0 | 0 | 1 | 3 | 0 | 2 | 10 | 13 | 1 |
| フィラデルフィア・フィリーズ | 0 | 0 | 0 | 0 | 0 | 1 | 1 | 0 | 1 | 3  | 9  | 0 |

1. 勝利：パット・ヘントゲン（1勝）
2. 敗戦：ダニー・ジャクソン（1敗）
3. 本塁打
TOR：ポール・モリター1号ソロ
PHI：ミルト・トンプソン1号ソロ
4. 審判
［球審］マーク・ジョンソン（AL）
［塁審］一塁: チャーリー・ウィリアムズ（NL）、二塁: ティム・マクレランド（AL）、三塁: デイナ・デムス（NL）
［外審］左翼: デーブ・フィリップス（AL）、右翼: ポール・ランギー（NL）
5. 試合開始時刻: 東部夏時間（UTC-4）午後9時24分  試合時間: 3時間16分  観客: 6万2689人
詳細: MLB.com Gameday / Baseball-Reference.com

| トロント・ブルージェイズ | トロント・ブルージェイズ | トロント・ブルージェイズ | トロント・ブルージェイズ | トロント・ブルージェイズ | フィラデルフィア・フィリーズ | フィラデルフィア・フィリーズ | フィラデルフィア・フィリーズ | フィラデルフィア・フィリーズ | フィラデルフィア・フィリーズ |
| ------------------------ | ------------------------ | ------------------------ | ------------------------ | --- | ---------------------------- | ---------------------------- | ---------------------------- | ---------------------------- | --- |
| 打順                     | 守備                     | 選手                     | 打席                     | P・ヘントゲンP・ボーダーズP・モリターR・アロマーE・スプレイグT・フェルナンデスR・ヘンダーソンD・ホワイトJ・カーター（なし） | 打順                         | 守備                         | 選手                         | 打席                         | D・ジャクソンD・ドールトンJ・クルックM・ダンカンD・ホリンズK・ストッカーP・インカビリアL・ダイクストラJ・アイゼン · ライク（なし） |
| 1                        | 左                       | R・ヘンダーソン          | 右                       | P・ヘントゲンP・ボーダーズP・モリターR・アロマーE・スプレイグT・フェルナンデスR・ヘンダーソンD・ホワイトJ・カーター（なし） | 1                            | 中                           | L・ダイクストラ              | 左                           | D・ジャクソンD・ドールトンJ・クルックM・ダンカンD・ホリンズK・ストッカーP・インカビリアL・ダイクストラJ・アイゼン · ライク（なし） |
| 2                        | 中                       | D・ホワイト              | 両                       | P・ヘントゲンP・ボーダーズP・モリターR・アロマーE・スプレイグT・フェルナンデスR・ヘンダーソンD・ホワイトJ・カーター（なし） | 2                            | 二                           | M・ダンカン                  | 右                           | D・ジャクソンD・ドールトンJ・クルックM・ダンカンD・ホリンズK・ストッカーP・インカビリアL・ダイクストラJ・アイゼン · ライク（なし） |
| 3                        | 一                       | P・モリター              | 右                       | P・ヘントゲンP・ボーダーズP・モリターR・アロマーE・スプレイグT・フェルナンデスR・ヘンダーソンD・ホワイトJ・カーター（なし） | 3                            | 一                           | J・クルック                  | 左                           | D・ジャクソンD・ドールトンJ・クルックM・ダンカンD・ホリンズK・ストッカーP・インカビリアL・ダイクストラJ・アイゼン · ライク（なし） |
| 4                        | 右                       | J・カーター              | 右                       | P・ヘントゲンP・ボーダーズP・モリターR・アロマーE・スプレイグT・フェルナンデスR・ヘンダーソンD・ホワイトJ・カーター（なし） | 4                            | 三                           | D・ホリンズ                  | 両                           | D・ジャクソンD・ドールトンJ・クルックM・ダンカンD・ホリンズK・ストッカーP・インカビリアL・ダイクストラJ・アイゼン · ライク（なし） |
| 5                        | 二                       | R・アロマー              | 両                       | P・ヘントゲンP・ボーダーズP・モリターR・アロマーE・スプレイグT・フェルナンデスR・ヘンダーソンD・ホワイトJ・カーター（なし） | 5                            | 捕                           | D・ドールトン                | 左                           | D・ジャクソンD・ドールトンJ・クルックM・ダンカンD・ホリンズK・ストッカーP・インカビリアL・ダイクストラJ・アイゼン · ライク（なし） |
| 6                        | 遊                       | T・フェルナンデス        | 両                       | P・ヘントゲンP・ボーダーズP・モリターR・アロマーE・スプレイグT・フェルナンデスR・ヘンダーソンD・ホワイトJ・カーター（なし） | 6                            | 右                           | J・アイゼンライク            | 左                           | D・ジャクソンD・ドールトンJ・クルックM・ダンカンD・ホリンズK・ストッカーP・インカビリアL・ダイクストラJ・アイゼン · ライク（なし） |
| 7                        | 三                       | E・スプレイグ            | 右                       | P・ヘントゲンP・ボーダーズP・モリターR・アロマーE・スプレイグT・フェルナンデスR・ヘンダーソンD・ホワイトJ・カーター（なし） | 7                            | 左                           | P・インカビリア              | 右                           | D・ジャクソンD・ドールトンJ・クルックM・ダンカンD・ホリンズK・ストッカーP・インカビリアL・ダイクストラJ・アイゼン · ライク（なし） |
| 8                        | 捕                       | P・ボーダーズ            | 右                       | P・ヘントゲンP・ボーダーズP・モリターR・アロマーE・スプレイグT・フェルナンデスR・ヘンダーソンD・ホワイトJ・カーター（なし） | 8                            | 遊                           | K・ストッカー                | 両                           | D・ジャクソンD・ドールトンJ・クルックM・ダンカンD・ホリンズK・ストッカーP・インカビリアL・ダイクストラJ・アイゼン · ライク（なし） |
| 9                        | 投                       | P・ヘントゲン            | 右                       | P・ヘントゲンP・ボーダーズP・モリターR・アロマーE・スプレイグT・フェルナンデスR・ヘンダーソンD・ホワイトJ・カーター（なし） | 9                            | 投                           | D・ジャクソン                | 右                           | D・ジャクソンD・ドールトンJ・クルックM・ダンカンD・ホリンズK・ストッカーP・インカビリアL・ダイクストラJ・アイゼン · ライク（なし） |
| 先発投手                 | 先発投手                 | 先発投手                 | 投球                     | P・ヘントゲンP・ボーダーズP・モリターR・アロマーE・スプレイグT・フェルナンデスR・ヘンダーソンD・ホワイトJ・カーター（なし） | 先発投手                     | 先発投手                     | 先発投手                     | 投球                         | D・ジャクソンD・ドールトンJ・クルックM・ダンカンD・ホリンズK・ストッカーP・インカビリアL・ダイクストラJ・アイゼン · ライク（なし） |
| P・ヘントゲン            | P・ヘントゲン            | P・ヘントゲン            | 右                       | P・ヘントゲンP・ボーダーズP・モリターR・アロマーE・スプレイグT・フェルナンデスR・ヘンダーソンD・ホワイトJ・カーター（なし） | D・ジャクソン                | D・ジャクソン                | D・ジャクソン                | 左                           | D・ジャクソンD・ドールトンJ・クルックM・ダンカンD・ホリンズK・ストッカーP・インカビリアL・ダイクストラJ・アイゼン · ライク（なし） |

シリーズは移動日を挟み、舞台をブルージェイズの本拠地スカイドームからフィリーズの本拠地ベテランズ・スタジアムへ移した。スカイドームが開閉式屋根を持つドーム球場であるのに対し、ベテランズ・スタジアムは屋根なし球場である。この日、ペンシルベニア州フィラデルフィアで雨が降ったため、試合開始は72分遅れの午後9時24分と、シリーズ史上最も遅い時間となった。
ここから3試合は、ナショナルリーグ優勝球団の本拠地球場で開催されるため、指名打者制度が採用されない。ブルージェイズは、相手の先発投手が左のダニー・ジャクソンであるため、右打者で前2試合は指名打者を務めたポール・モリターを一塁で起用し、この年アメリカンリーグ首位打者ながら左打者のジョン・オルルドをベンチに置いた。シリーズで先発ラインナップ落ちした首位打者は、オルルドが史上3人目である。モリターは初回表無死一・二塁の場面で先制の適時三塁打を放ち、3回表にはソロ本塁打で追加点をもたらすなど、この日3安打3打点を記録し、ブルージェイズの勝利に貢献した。

### 第4戦 10月20日
- ベテランズ・スタジアム（アメリカ合衆国ペンシルベニア州フィラデルフィア）

|                              | 1 | 2 | 3 | 4 | 5 | 6 | 7 | 8 | 9 | R  | H  | E |
| ---------------------------- | - | - | - | - | - | - | - | - | - | -- | -- | - |
| トロント・ブルージェイズ     | 3 | 0 | 4 | 0 | 0 | 2 | 0 | 6 | 0 | 15 | 18 | 0 |
| フィラデルフィア・フィリーズ | 4 | 2 | 0 | 1 | 5 | 1 | 1 | 0 | 0 | 14 | 14 | 0 |

1. 勝利：トニー・カスティーヨ（1勝）
2. セーブ：デュアン・ウォード（2S）
3. 敗戦：ミッチ・ウィリアムス（1敗1S）
4. 本塁打
PHI：レニー・ダイクストラ2号2ラン・3号2ラン、ダレン・ドールトン1号2ラン
5. 審判
［球審］チャーリー・ウィリアムズ（NL）
［塁審］一塁: ティム・マクレランド（AL）、二塁: デイナ・デムス（NL）、三塁: デーブ・フィリップス（AL）
［外審］左翼: ポール・ランギー（NL）、右翼: マーク・ジョンソン（AL）
6. 試合開始時刻: 東部夏時間（UTC-4）午後8時10分  試合時間: 4時間14分  観客: 6万2731人  気温: 62°F（16.7°C）
詳細: MLB.com Gameday / Baseball-Reference.com

| トロント・ブルージェイズ | トロント・ブルージェイズ | トロント・ブルージェイズ | トロント・ブルージェイズ | トロント・ブルージェイズ | フィラデルフィア・フィリーズ | フィラデルフィア・フィリーズ | フィラデルフィア・フィリーズ | フィラデルフィア・フィリーズ | フィラデルフィア・フィリーズ                                                                                                   |
| ------------------------ | ------------------------ | ------------------------ | ------------------------ | --- | ---------------------------- | ---------------------------- | ---------------------------- | ---------------------------- | --- |
| 打順                     | 守備                     | 選手                     | 打席                     | T・ストットルマイヤーP・ボーダーズJ・オルルドR・アロマーP・モリターT・フェルナンデスR・ヘンダーソンD・ホワイトJ・カーター（なし） | 打順                         | 守備                         | 選手                         | 打席                         | T・グリーンD・ドールトンJ・クルックM・ダンカンD・ホリンズK・ストッカーM・トンプソンL・ダイクストラJ・アイゼン · ライク（なし） |
| 1                        | 左                       | R・ヘンダーソン          | 右                       | T・ストットルマイヤーP・ボーダーズJ・オルルドR・アロマーP・モリターT・フェルナンデスR・ヘンダーソンD・ホワイトJ・カーター（なし） | 1                            | 中                           | L・ダイクストラ              | 左                           | T・グリーンD・ドールトンJ・クルックM・ダンカンD・ホリンズK・ストッカーM・トンプソンL・ダイクストラJ・アイゼン · ライク（なし） |
| 2                        | 中                       | D・ホワイト              | 両                       | T・ストットルマイヤーP・ボーダーズJ・オルルドR・アロマーP・モリターT・フェルナンデスR・ヘンダーソンD・ホワイトJ・カーター（なし） | 2                            | 二                           | M・ダンカン                  | 右                           | T・グリーンD・ドールトンJ・クルックM・ダンカンD・ホリンズK・ストッカーM・トンプソンL・ダイクストラJ・アイゼン · ライク（なし） |
| 3                        | 二                       | R・アロマー              | 両                       | T・ストットルマイヤーP・ボーダーズJ・オルルドR・アロマーP・モリターT・フェルナンデスR・ヘンダーソンD・ホワイトJ・カーター（なし） | 3                            | 一                           | J・クルック                  | 左                           | T・グリーンD・ドールトンJ・クルックM・ダンカンD・ホリンズK・ストッカーM・トンプソンL・ダイクストラJ・アイゼン · ライク（なし） |
| 4                        | 右                       | J・カーター              | 右                       | T・ストットルマイヤーP・ボーダーズJ・オルルドR・アロマーP・モリターT・フェルナンデスR・ヘンダーソンD・ホワイトJ・カーター（なし） | 4                            | 三                           | D・ホリンズ                  | 両                           | T・グリーンD・ドールトンJ・クルックM・ダンカンD・ホリンズK・ストッカーM・トンプソンL・ダイクストラJ・アイゼン · ライク（なし） |
| 5                        | 一                       | J・オルルド              | 左                       | T・ストットルマイヤーP・ボーダーズJ・オルルドR・アロマーP・モリターT・フェルナンデスR・ヘンダーソンD・ホワイトJ・カーター（なし） | 5                            | 捕                           | D・ドールトン                | 左                           | T・グリーンD・ドールトンJ・クルックM・ダンカンD・ホリンズK・ストッカーM・トンプソンL・ダイクストラJ・アイゼン · ライク（なし） |
| 6                        | 三                       | P・モリター              | 右                       | T・ストットルマイヤーP・ボーダーズJ・オルルドR・アロマーP・モリターT・フェルナンデスR・ヘンダーソンD・ホワイトJ・カーター（なし） | 6                            | 右                           | J・アイゼンライク            | 左                           | T・グリーンD・ドールトンJ・クルックM・ダンカンD・ホリンズK・ストッカーM・トンプソンL・ダイクストラJ・アイゼン · ライク（なし） |
| 7                        | 遊                       | T・フェルナンデス        | 両                       | T・ストットルマイヤーP・ボーダーズJ・オルルドR・アロマーP・モリターT・フェルナンデスR・ヘンダーソンD・ホワイトJ・カーター（なし） | 7                            | 左                           | M・トンプソン                | 左                           | T・グリーンD・ドールトンJ・クルックM・ダンカンD・ホリンズK・ストッカーM・トンプソンL・ダイクストラJ・アイゼン · ライク（なし） |
| 8                        | 捕                       | P・ボーダーズ            | 右                       | T・ストットルマイヤーP・ボーダーズJ・オルルドR・アロマーP・モリターT・フェルナンデスR・ヘンダーソンD・ホワイトJ・カーター（なし） | 8                            | 遊                           | K・ストッカー                | 両                           | T・グリーンD・ドールトンJ・クルックM・ダンカンD・ホリンズK・ストッカーM・トンプソンL・ダイクストラJ・アイゼン · ライク（なし） |
| 9                        | 投                       | T・ストットルマイヤー    | 左                       | T・ストットルマイヤーP・ボーダーズJ・オルルドR・アロマーP・モリターT・フェルナンデスR・ヘンダーソンD・ホワイトJ・カーター（なし） | 9                            | 投                           | T・グリーン                  | 右                           | T・グリーンD・ドールトンJ・クルックM・ダンカンD・ホリンズK・ストッカーM・トンプソンL・ダイクストラJ・アイゼン · ライク（なし） |
| 先発投手                 | 先発投手                 | 先発投手                 | 投球                     | T・ストットルマイヤーP・ボーダーズJ・オルルドR・アロマーP・モリターT・フェルナンデスR・ヘンダーソンD・ホワイトJ・カーター（なし） | 先発投手                     | 先発投手                     | 先発投手                     | 投球                         | T・グリーンD・ドールトンJ・クルックM・ダンカンD・ホリンズK・ストッカーM・トンプソンL・ダイクストラJ・アイゼン · ライク（なし） |
| T・ストットルマイヤー    | T・ストットルマイヤー    | T・ストットルマイヤー    | 右                       | T・ストットルマイヤーP・ボーダーズJ・オルルドR・アロマーP・モリターT・フェルナンデスR・ヘンダーソンD・ホワイトJ・カーター（なし） | T・グリーン                  | T・グリーン                  | T・グリーン                  | 右                           | T・グリーンD・ドールトンJ・クルックM・ダンカンD・ホリンズK・ストッカーM・トンプソンL・ダイクストラJ・アイゼン · ライク（なし） |

この日は初回から点の奪い合いとなった。ブルージェイズは初回表に一死満塁の好機を作ると、この日先発復帰の5番ジョン・オルルドは一飛に倒れたものの、三塁に移った6番ポール・モリターが押し出し四球を選びまず1点を先制、次打者トニー・フェルナンデスの右前打で2点を加えた。フィリーズはその裏、二死二塁から3者連続四球で1点を返すと、7番ミルト・トンプソンが満塁走者一掃の三塁打を放ちすぐに逆転した。
ブルージェイズ先発投手のトッド・ストットルマイヤーは、2回表に先頭打者として打席に立ち四球で出塁すると、二死後に3番ロベルト・アロマーの中前打で三塁進塁を狙ったが、中堅手レニー・ダイクストラからの返球でアウトになった。その裏の投球では、1番ダイクストラの2点本塁打で3点差に突き放された。一方のダイクストラはこの一打により、同じイニングに補殺と本塁打を記録したシリーズ史上初の外野手となった。3回表、ブルージェイズは7番フェルナンデスと8番パット・ボーダーズの連続適時打で1点差に詰め寄る。ここでフィリーズは先発投手トミー・グリーンからロジャー・メイソンへ継投し、ブルージェイズもストットルマイヤーの打順で代打ロブ・バトラーを起用したため、両先発投手とも3イニングもたずに降板となった。メイソンはバトラーを一ゴロに打ち取ったものの、その後二死満塁から2番デボン・ホワイトに逆転の2点適時打を許した。
4回以降も打撃戦が続く。結果的にこの日は、初回から8回まで8イニング連続で少なくともどちらかのチームが得点することとなる。フィリーズは4回裏にマリアーノ・ダンカンの適時打で同点に追いつくと、5回裏にはダイクストラのこの日2本目の本塁打などで一挙に5点を勝ち越した。6回・7回の2イニングで両チームはそれぞれ2点を加え、14－9となった。8回表、ブルージェイズ打線がフィリーズ4番手ラリー・アンダーセンから一死一・二塁という場面を作り、モリターの適時二塁打で1点を返す。ここでフィリーズが抑えのミッチ・ウィリアムスを投入したが、ブルージェイズはまずフェルナンデスの適時打でもう1点を奪う。その後四球と三振で二死満塁とし、1番リッキー・ヘンダーソンと2番ホワイトの連続2点適時打で15－14と再逆転した。8回裏、ブルージェイズは4番手マイク・ティムリンと抑えのデュアン・ウォードの継投で、相手打線を3者連続三振に打ち取る。そして9回裏もウォードが三者凡退で片付け、乱打戦を制した。
両チーム合計で1試合29得点はシリーズ新記録だった。また、プレイごとの勝利期待値の変動を表すWPAという指標では、この試合での総変動量は1.70にのぼり、シリーズ歴代3位だった。試合後、両チーム監督に乱打戦は好きかと訊くと、フィリーズのジム・フレゴシが「個人的には投手戦のほうが好きだな、2－1とか1－0とか」と答えたのに対し、ブルージェイズのシト・ガストンは「俺は打者だったから、派手な試合はいつでも好きだった」と対照的な返答をした。

### 第5戦 10月21日
- ベテランズ・スタジアム（アメリカ合衆国ペンシルベニア州フィラデルフィア）

|                              | 1 | 2 | 3 | 4 | 5 | 6 | 7 | 8 | 9 | R | H | E |
| ---------------------------- | - | - | - | - | - | - | - | - | - | - | - | - |
| トロント・ブルージェイズ     | 0 | 0 | 0 | 0 | 0 | 0 | 0 | 0 | 0 | 0 | 5 | 1 |
| フィラデルフィア・フィリーズ | 1 | 1 | 0 | 0 | 0 | 0 | 0 | 0 | X | 2 | 5 | 1 |

1. 勝利：カート・シリング（1勝1敗）
2. 敗戦：フアン・グーズマン（1敗）
3. 審判
［球審］ティム・マクレランド（AL）
［塁審］一塁: デイナ・デムス（NL）、二塁: デーブ・フィリップス（AL）、三塁: ポール・ランギー（NL）
［外審］左翼: マーク・ジョンソン（AL）、右翼: チャーリー・ウィリアムズ（NL）
4. 試合開始時刻: 東部夏時間（UTC-4）午後8時10分  試合時間: 2時間53分  観客: 6万2706人  気温: 67°F（19.4°C）
詳細: MLB.com Gameday / Baseball-Reference.com

| トロント・ブルージェイズ | トロント・ブルージェイズ | トロント・ブルージェイズ | トロント・ブルージェイズ | トロント・ブルージェイズ                                                                                                  | フィラデルフィア・フィリーズ | フィラデルフィア・フィリーズ | フィラデルフィア・フィリーズ | フィラデルフィア・フィリーズ | フィラデルフィア・フィリーズ                                                                                                   |
| ------------------------ | ------------------------ | ------------------------ | ------------------------ | --- | ---------------------------- | ---------------------------- | ---------------------------- | ---------------------------- | --- |
| 打順                     | 守備                     | 選手                     | 打席                     | J・グーズマンP・ボーダーズJ・オルルドR・アロマーP・モリターT・フェルナンデスR・ヘンダーソンD・ホワイトJ・カーター（なし） | 打順                         | 守備                         | 選手                         | 打席                         | C・シリングD・ドールトンJ・クルックM・ダンカンD・ホリンズK・ストッカーM・トンプソンL・ダイクストラJ・アイゼン · ライク（なし） |
| 1                        | 左                       | R・ヘンダーソン          | 右                       | J・グーズマンP・ボーダーズJ・オルルドR・アロマーP・モリターT・フェルナンデスR・ヘンダーソンD・ホワイトJ・カーター（なし） | 1                            | 中                           | L・ダイクストラ              | 左                           | C・シリングD・ドールトンJ・クルックM・ダンカンD・ホリンズK・ストッカーM・トンプソンL・ダイクストラJ・アイゼン · ライク（なし） |
| 2                        | 中                       | D・ホワイト              | 両                       | J・グーズマンP・ボーダーズJ・オルルドR・アロマーP・モリターT・フェルナンデスR・ヘンダーソンD・ホワイトJ・カーター（なし） | 2                            | 二                           | M・ダンカン                  | 右                           | C・シリングD・ドールトンJ・クルックM・ダンカンD・ホリンズK・ストッカーM・トンプソンL・ダイクストラJ・アイゼン · ライク（なし） |
| 3                        | 二                       | R・アロマー              | 両                       | J・グーズマンP・ボーダーズJ・オルルドR・アロマーP・モリターT・フェルナンデスR・ヘンダーソンD・ホワイトJ・カーター（なし） | 3                            | 一                           | J・クルック                  | 左                           | C・シリングD・ドールトンJ・クルックM・ダンカンD・ホリンズK・ストッカーM・トンプソンL・ダイクストラJ・アイゼン · ライク（なし） |
| 4                        | 右                       | J・カーター              | 右                       | J・グーズマンP・ボーダーズJ・オルルドR・アロマーP・モリターT・フェルナンデスR・ヘンダーソンD・ホワイトJ・カーター（なし） | 4                            | 三                           | D・ホリンズ                  | 両                           | C・シリングD・ドールトンJ・クルックM・ダンカンD・ホリンズK・ストッカーM・トンプソンL・ダイクストラJ・アイゼン · ライク（なし） |
| 5                        | 一                       | J・オルルド              | 左                       | J・グーズマンP・ボーダーズJ・オルルドR・アロマーP・モリターT・フェルナンデスR・ヘンダーソンD・ホワイトJ・カーター（なし） | 5                            | 捕                           | D・ドールトン                | 左                           | C・シリングD・ドールトンJ・クルックM・ダンカンD・ホリンズK・ストッカーM・トンプソンL・ダイクストラJ・アイゼン · ライク（なし） |
| 6                        | 三                       | P・モリター              | 右                       | J・グーズマンP・ボーダーズJ・オルルドR・アロマーP・モリターT・フェルナンデスR・ヘンダーソンD・ホワイトJ・カーター（なし） | 6                            | 右                           | J・アイゼンライク            | 左                           | C・シリングD・ドールトンJ・クルックM・ダンカンD・ホリンズK・ストッカーM・トンプソンL・ダイクストラJ・アイゼン · ライク（なし） |
| 7                        | 遊                       | T・フェルナンデス        | 両                       | J・グーズマンP・ボーダーズJ・オルルドR・アロマーP・モリターT・フェルナンデスR・ヘンダーソンD・ホワイトJ・カーター（なし） | 7                            | 左                           | M・トンプソン                | 左                           | C・シリングD・ドールトンJ・クルックM・ダンカンD・ホリンズK・ストッカーM・トンプソンL・ダイクストラJ・アイゼン · ライク（なし） |
| 8                        | 捕                       | P・ボーダーズ            | 右                       | J・グーズマンP・ボーダーズJ・オルルドR・アロマーP・モリターT・フェルナンデスR・ヘンダーソンD・ホワイトJ・カーター（なし） | 8                            | 遊                           | K・ストッカー                | 両                           | C・シリングD・ドールトンJ・クルックM・ダンカンD・ホリンズK・ストッカーM・トンプソンL・ダイクストラJ・アイゼン · ライク（なし） |
| 9                        | 投                       | J・グーズマン            | 右                       | J・グーズマンP・ボーダーズJ・オルルドR・アロマーP・モリターT・フェルナンデスR・ヘンダーソンD・ホワイトJ・カーター（なし） | 9                            | 投                           | C・シリング                  | 右                           | C・シリングD・ドールトンJ・クルックM・ダンカンD・ホリンズK・ストッカーM・トンプソンL・ダイクストラJ・アイゼン · ライク（なし） |
| 先発投手                 | 先発投手                 | 先発投手                 | 投球                     | J・グーズマンP・ボーダーズJ・オルルドR・アロマーP・モリターT・フェルナンデスR・ヘンダーソンD・ホワイトJ・カーター（なし） | 先発投手                     | 先発投手                     | 先発投手                     | 投球                         | C・シリングD・ドールトンJ・クルックM・ダンカンD・ホリンズK・ストッカーM・トンプソンL・ダイクストラJ・アイゼン · ライク（なし） |
| J・グーズマン            | J・グーズマン            | J・グーズマン            | 右                       | J・グーズマンP・ボーダーズJ・オルルドR・アロマーP・モリターT・フェルナンデスR・ヘンダーソンD・ホワイトJ・カーター（なし） | C・シリング                  | C・シリング                  | C・シリング                  | 右                           | C・シリングD・ドールトンJ・クルックM・ダンカンD・ホリンズK・ストッカーM・トンプソンL・ダイクストラJ・アイゼン · ライク（なし） |

フィリーズは初回裏、先頭打者レニー・ダイクストラが四球で出塁すると、盗塁と相手捕手パット・ボーダーズの悪送球で三塁に進み、3番ジョン・クルックのニゴロの間に先制のホームを踏む。次の回にも、二死二塁から8番ケビン・ストッカーの適時二塁打で1点を加えた。フィリーズの先発投手カート・シリングは、147球を費やしながらもブルージェイズ打線を5安打無得点に封じて完封勝利を挙げ、フィリーズの本拠地3戦全敗およびブルージェイズの優勝決定を阻止した。ブルージェイズが零封負けを喫したのは、レギュラーシーズンから数えてこの日が2度目だった。

### 第6戦 10月23日
- スカイドーム（カナダ オンタリオ州トロント）

|                              | 1 | 2 | 3 | 4 | 5 | 6 | 7 | 8 | 9  | R | H  | E |
| ---------------------------- | - | - | - | - | - | - | - | - | -- | - | -- | - |
| フィラデルフィア・フィリーズ | 0 | 0 | 0 | 1 | 0 | 0 | 5 | 0 | 0  | 6 | 7  | 0 |
| トロント・ブルージェイズ     | 3 | 0 | 0 | 1 | 1 | 0 | 0 | 0 | 3x | 8 | 10 | 2 |

1. 勝利：デュアン・ウォード（1勝2S）
2. 敗戦：ミッチ・ウィリアムス（2敗1S）
3. 本塁打
PHI：レニー・ダイクストラ4号3ラン
TOR：ポール・モリター2号ソロ、ジョー・カーター2号3ラン
4. 審判
［球審］デイナ・デムス（NL）
［塁審］一塁: デーブ・フィリップス（AL）、二塁: ポール・ランギー（NL）、三塁: マーク・ジョンソン（AL）
［外審］左翼: チャーリー・ウィリアムズ（NL）、右翼: ティム・マクレランド（AL）
5. 試合開始時刻: 東部夏時間（UTC-4）午後8時10分  試合時間: 3時間27分  観客: 5万2195人
詳細: MLB.com Gameday / Baseball-Reference.com

| フィラデルフィア・フィリーズ | フィラデルフィア・フィリーズ | フィラデルフィア・フィリーズ | フィラデルフィア・フィリーズ | フィラデルフィア・フィリーズ | トロント・ブルージェイズ | トロント・ブルージェイズ | トロント・ブルージェイズ | トロント・ブルージェイズ | トロント・ブルージェイズ |
| ---------------------------- | ---------------------------- | ---------------------------- | ---------------------------- | --- | ------------------------ | ------------------------ | ------------------------ | ------------------------ | --- |
| 打順                         | 守備                         | 選手                         | 打席                         | T・マルホランドD・ドールトンJ・クルックM・モランディーニD・ホリンズK・ストッカーM・トンプソンL・ダイクストラJ・アイゼン · ライクM・ダンカン | 打順                     | 守備                     | 選手                     | 打席                     | D・スチュワートP・ボーダーズJ・オルルドR・アロマーE・スプレイグT・フェルナンデスR・ヘンダーソンD・ホワイトJ・カーターP・モリター |
| 1                            | 中                           | L・ダイクストラ              | 左                           | T・マルホランドD・ドールトンJ・クルックM・モランディーニD・ホリンズK・ストッカーM・トンプソンL・ダイクストラJ・アイゼン · ライクM・ダンカン | 1                        | 左                       | R・ヘンダーソン          | 右                       | D・スチュワートP・ボーダーズJ・オルルドR・アロマーE・スプレイグT・フェルナンデスR・ヘンダーソンD・ホワイトJ・カーターP・モリター |
| 2                            | DH                           | M・ダンカン                  | 右                           | T・マルホランドD・ドールトンJ・クルックM・モランディーニD・ホリンズK・ストッカーM・トンプソンL・ダイクストラJ・アイゼン · ライクM・ダンカン | 2                        | 中                       | D・ホワイト              | 両                       | D・スチュワートP・ボーダーズJ・オルルドR・アロマーE・スプレイグT・フェルナンデスR・ヘンダーソンD・ホワイトJ・カーターP・モリター |
| 3                            | 一                           | J・クルック                  | 左                           | T・マルホランドD・ドールトンJ・クルックM・モランディーニD・ホリンズK・ストッカーM・トンプソンL・ダイクストラJ・アイゼン · ライクM・ダンカン | 3                        | DH                       | P・モリター              | 右                       | D・スチュワートP・ボーダーズJ・オルルドR・アロマーE・スプレイグT・フェルナンデスR・ヘンダーソンD・ホワイトJ・カーターP・モリター |
| 4                            | 三                           | D・ホリンズ                  | 両                           | T・マルホランドD・ドールトンJ・クルックM・モランディーニD・ホリンズK・ストッカーM・トンプソンL・ダイクストラJ・アイゼン · ライクM・ダンカン | 4                        | 右                       | J・カーター              | 右                       | D・スチュワートP・ボーダーズJ・オルルドR・アロマーE・スプレイグT・フェルナンデスR・ヘンダーソンD・ホワイトJ・カーターP・モリター |
| 5                            | 捕                           | D・ドールトン                | 左                           | T・マルホランドD・ドールトンJ・クルックM・モランディーニD・ホリンズK・ストッカーM・トンプソンL・ダイクストラJ・アイゼン · ライクM・ダンカン | 5                        | 一                       | J・オルルド              | 左                       | D・スチュワートP・ボーダーズJ・オルルドR・アロマーE・スプレイグT・フェルナンデスR・ヘンダーソンD・ホワイトJ・カーターP・モリター |
| 6                            | 右                           | J・アイゼンライク            | 左                           | T・マルホランドD・ドールトンJ・クルックM・モランディーニD・ホリンズK・ストッカーM・トンプソンL・ダイクストラJ・アイゼン · ライクM・ダンカン | 6                        | 二                       | R・アロマー              | 両                       | D・スチュワートP・ボーダーズJ・オルルドR・アロマーE・スプレイグT・フェルナンデスR・ヘンダーソンD・ホワイトJ・カーターP・モリター |
| 7                            | 左                           | M・トンプソン                | 左                           | T・マルホランドD・ドールトンJ・クルックM・モランディーニD・ホリンズK・ストッカーM・トンプソンL・ダイクストラJ・アイゼン · ライクM・ダンカン | 7                        | 遊                       | T・フェルナンデス        | 両                       | D・スチュワートP・ボーダーズJ・オルルドR・アロマーE・スプレイグT・フェルナンデスR・ヘンダーソンD・ホワイトJ・カーターP・モリター |
| 8                            | 遊                           | K・ストッカー                | 両                           | T・マルホランドD・ドールトンJ・クルックM・モランディーニD・ホリンズK・ストッカーM・トンプソンL・ダイクストラJ・アイゼン · ライクM・ダンカン | 8                        | 三                       | E・スプレイグ            | 右                       | D・スチュワートP・ボーダーズJ・オルルドR・アロマーE・スプレイグT・フェルナンデスR・ヘンダーソンD・ホワイトJ・カーターP・モリター |
| 9                            | 二                           | M・モランディーニ            | 左                           | T・マルホランドD・ドールトンJ・クルックM・モランディーニD・ホリンズK・ストッカーM・トンプソンL・ダイクストラJ・アイゼン · ライクM・ダンカン | 9                        | 捕                       | P・ボーダーズ            | 右                       | D・スチュワートP・ボーダーズJ・オルルドR・アロマーE・スプレイグT・フェルナンデスR・ヘンダーソンD・ホワイトJ・カーターP・モリター |
| 先発投手                     | 先発投手                     | 先発投手                     | 投球                         | T・マルホランドD・ドールトンJ・クルックM・モランディーニD・ホリンズK・ストッカーM・トンプソンL・ダイクストラJ・アイゼン · ライクM・ダンカン | 先発投手                 | 先発投手                 | 先発投手                 | 投球                     | D・スチュワートP・ボーダーズJ・オルルドR・アロマーE・スプレイグT・フェルナンデスR・ヘンダーソンD・ホワイトJ・カーターP・モリター |
| T・マルホランド              | T・マルホランド              | T・マルホランド              | 左                           | T・マルホランドD・ドールトンJ・クルックM・モランディーニD・ホリンズK・ストッカーM・トンプソンL・ダイクストラJ・アイゼン · ライクM・ダンカン | D・スチュワート          | D・スチュワート          | D・スチュワート          | 右                       | D・スチュワートP・ボーダーズJ・オルルドR・アロマーE・スプレイグT・フェルナンデスR・ヘンダーソンD・ホワイトJ・カーターP・モリター |

ブルージェイズは初回裏、一死一塁から3番ポール・モリターの適時三塁打と次打者ジョー・カーターの犠牲フライでまず2点を先制した。二死無走者となりながらもこの回はこれで終わらず、5番ジョン・オルルドが二塁打で再び好機を作り、6番ロベルト・アロマーの適時打でさらに1点を加えた。4回には、表のフィリーズが6番ジム・アイゼンライクの適時打で1点を返すと、裏のブルージェイズが8番エド・スプレイグの犠牲フライで再び3点差をつけた。5回表にはフィリーズが相手内野陣の2失策などで二死満塁としたが、4番デーブ・ホリンズは1球で一ゴロに打ち取られて得点ならず。その裏、モリターのソロ本塁打でブルージェイズが5－1とした。
ブルージェイズの先発投手デーブ・スチュワートは、99球で6イニング1失点としたあと、7回もマウンドに上がる。しかし先頭の8番ケビン・ストッカーがファウルで粘り、10球目を選んで四球で出塁、次打者ミッキー・モランディーニは左前打で無死一・三塁とする。ここで1番レニー・ダイクストラが3点本塁打を放ち、フィリーズは1点差に詰め寄った。ブルージェイズはここでスチュワートからダニー・コックスへ継投するが、フィリーズは2番マリアーノ・ダンカンが中前打と盗塁で得点圏へ進み、4番ホリンズの中前打で生還して同点に追いつく。さらに一死満塁としてコックスを降板に追い込むと、3番手左腕アル・ライターから右の代打ピート・インカビリアが犠牲フライを打ち上げ、フィリーズが一気に試合をひっくり返した。
9回裏、フィリーズは抑えのミッチ・ウィリアムスをマウンドへ送る。しかしウィリアムスは、レギュラーシーズンでは与四球率6.4、今シリーズ2試合2.1イニングでも3与四球と、制球難を露呈していた。この回の先頭打者リッキー・ヘンダーソンは、ウィリアムスの登板に「やったぜ、やったぜ。あいつは俺にストレートの四球をくれるだろ、この試合はもらったな」と喜んだという。実際そのとおりにヘンダーソンはストレートの四球で出塁した。フィリーズはヘンダーソンの足を警戒し、投手コーチのジョニー・ポドレスからウィリアムスにクイックモーションでの投球が指示されたが、ウィリアムスは今までクイックで投球したことがなかった。ウィリアムスは2番デボン・ホワイトを左飛に退けたあと、モリターの中前打で一死一・二塁とされ、打席にカーターを迎える。
カーターは2ボール1ストライクからの4球目、低めへのスライダーに手を出して空振りする。二塁手モランディーニがシフトのため二塁後方におり、ウィリアムスのリリースポイントとモランディーニのユニフォームが重なったため、カーターは投球を一瞬見失ったという。この空振りを受けてカーターは次も同じ球を予想し、捕手ダレン・ドールトンも実際にスライダーのサインを出したが、ウィリアムスは首を振って外角高めへの速球を投げることにした。5球目、モランディーニは一塁寄りの守備位置に戻っており、カーターは今度はリリースポイントが見えるようになっていた。ウィリアムスの投球は慣れないクイックの影響で、外角高めという狙いに反して内角低めへ行き、ウィリアムスは「ボールが手を離れたのとほぼ同時に、投げ損じたのがわかった」と振り返る。
カーターがこの球に合わせてバットを振り抜くと、打球は左翼方向へ上がった。右打者のカーターにとって、左投手のウィリアムスが投じたこの球は「内角低めにスライダーのように来たから、速球だったかどうかはわからない。ただ変化球待ちだったから、ファウルにならないように打てた」という。打球は左翼フェンスを越え、ブルージェイズのシリーズ連覇を決める逆転サヨナラ本塁打となった。地元トロントのラジオ局CJCLで実況していたトム・チークは、カーターが三塁を回るときに以下のせりふを口にした。
実際のところ、カーターは二塁を踏んだ自信がなく「フィリーズがアピールしませんように」と祈っていたという。

## 他分野への影響
ドレイクの曲のカバーアート
2015年7月、ラッパーのドレイクが新曲 "Back to Back" を発表した。この曲のカバーアートに、今シリーズ第6戦でジョー・カーターが優勝決定サヨナラ本塁打を放った場面の写真が採用された。
当時ドレイクはミーク・ミルとの罵り合い、いわゆるビーフを展開していた。このビーフの発端は、ミーク・ミルのアルバム Dreams Worth More Than Money に収録されたドレイクとの共作 "R.I.C.O." である。この曲についてミーク・ミルがTwitterで、ドレイクが歌詞をゴーストライターに書かせていると暴露した。この批判に対するアンサーソングとして、ドレイクはまず7月25日に "Charged Up" を発表したが、ミーク・ミルにTwitterで「ベビーローションみたいにヤワだな」「あれならあいつが歌詞を書いたのは間違いねぇわ」とあしらわれた。これを受けて7月29日早朝、ドレイクがSoundCloudへの投稿という形で新たに発表したのが "Back to Back" だった。ドレイクは "Charged Up" では平静を装っていたが "Back to Back" ではミーク・ミルが恋人ニッキー・ミナージュほどには売れた存在でないことを当てこするなど、ディスリスペクトを前面に出した。
この曲のカバーアートにカーターの写真が採用されたのは、両者の出身地と今シリーズ出場球団の本拠地都市が重なるためだった。ドレイクの出身地はカナダのオンタリオ州トロントであり、ミーク・ミルの出身地はアメリカ合衆国ペンシルベニア州フィラデルフィアである。したがって、トロント・ブルージェイズがフィラデルフィア・フィリーズを下した場面の象徴的な写真を採用することは、ミーク・ミルへの痛烈なメッセージとなる。また、back to backには「立て続けに」「連続して」という意味があるため、曲名とカバーアートは「"Charged Up" に次ぐミーク・ミルへのアンサーソング第2弾」と「ブルージェイズが1992年・1993年のワールドシリーズを連覇」が重なったものでもある。カーターは、自身の姿をとらえた写真が使われたことについて「光栄に思う」とし、なにより「今や25歳になる息子が俺のことをクールだと思っている」のがよかったと述べた。
ミーク・ミルも7月30日、ドレイクへのアンサーソング "Wanna Know" を発表した。しかしミーク・ミルは "Wanna Know" を2週間も経たないうちにSoundCloudから削除し、ドレイクとのビーフを終わらせる意向を示した。ドレイクも2016年12月31日、アメリカ合衆国ネバダ州ラスベガスでの公演において "Back to Back" を披露するのはこれで最後にすると表明した。2017年以降は沈静化や関係改善の兆しがみられ、2018年9月8日にアメリカ合衆国マサチューセッツ州ボストンで開催されたドレイクの公演にミーク・ミルがゲスト出演したことで、このビーフは終結した。